# Tygel (fåglar)
Tygel är en term som används när man beskriver fåglars dräktmönster och avser området mellan ögat och näbbens bas. Ett tygelstreck är ett färgat streck, ljust eller mörkt, som går igenom ögat. Tygelstreck är synonymt med "ögonstreck".

## Källhänvisningar
1. ↑  ”Tygel”. Nordisk familjebok. https://runeberg.org/nfcj/0284.html. Läst 17 december 2013.